# 브라밤 오토모티브
브라밤 오토모티브(영어: Brabham Automotive Ltd.)는 2018년 5월에 데이비트 브라밤과 오스트레일리아의 투자자 그룹인 퓨전 캐피탈이 출범한 오스트레일리아의 자동차 제조업체로, 본사는 사우스오스트레일리아 애들레이드에 위치해 있었다.

## 같이 보기
- 자동차 제조 회사 목록

## 공식 웹사이트
- 브라밤 오토모티브 - 공식 웹사이트